# Heide-Feenlämpchenspinne
Die Heide-Feenlämpchenspinne (Agroeca proxima) ist eine Spinne aus der Familie der Feldspinnen (Liocranidae). Sie ist paläarktisch verbreitet und bewohnt sowohl verschiedene feuchte als auch trockene Habitate (Lebensräume), wo sich die terrestrische (bodenbewohnende) Art zumeist in entsprechend bodennaher Vegetation aufhält. Die kleine bis mittelgroße Spinne ist mehrheitlich braun gefärbt.
Die wie alle Feldspinnen nachtaktive Heide-Feenlämpchenspinne, die Temperaturen von 19 °C zu bevorzugen scheint, lebt wie alle Spinnen räuberisch und ein begattetes Weibchen legt einen charakteristischen Eikokon an, der an ein umgedrehtes Weinglas erinnert, so wie es auch bei einigen anderen Feenlämpchenspinnen (Agroeca) der Fall ist. Anderweitig ist die Biologie der Heide-Feenlämpchenspinne wenig erforscht.

## Merkmale
Das Weibchen der Heide-Feenlämpchenspinne erreicht laut Sven Almquist eine Körperlänge von 5,2 mm bis zu 7,2 mm und durchschnittlich (6,1 ± 0,5) mm, das Männchen eine von 4,1 mm bis zu 4,8 mm und im Durchschnitt (4,4 ± 0,2) mm. Damit handelt es sich um einen kleinen bis mittelgroßen Vertreter der Echten Webspinnen (Araneamorphae). Der grundsätzliche Körperbau der Art entspricht dem anderer Feenlämpchenspinnen (Agroeca).

### Sexualdimorphismus
Die Heide-Feenlämpchenspinne weist wie viele Spinnen einen ausgeprägten Sexualdimorphismus (Unterschied der Geschlechter) auf. Dieser macht sich neben den Dimensionen in der Farbgebung beider Geschlechter bemerkbar.

#### Männchen
Der Carapax (Rückenschild des Prosomas bzw. Vorderkörpers) vom Männchen der Heide-Feenlämpchenspinne hat laut Almquist eine Länge von 1,92 mm bis zu 2,34 mm und durchschnittlich (2,12 ± 0,13) mm sowie eine Breite von 1,43 mm bis zu 1,72 mm und im Durchschnitt (1,62 ± 0,09) mm. Das Verhältnis zwischen Länge und Breite des Carapax beläuft sich laut dem Autor auf 1,23 mm bis 1,37 mm und im Durchschnitt (1,32 ± 0,05) mm, während er um 12° geneigt ist.
Der Carapax (Rückenschild des Prosomas, bzw. Vorderkörpers) hat eine hellbräunliche Färbung mitsamt einigen dunkelbraunen undeutlichen, zusammenlaufenden Markierungen. Lateral (am Rand) ist er dunkelbraun gefärbt. Die Cheliceren (Kieferklauen) erscheinen hellbraun. Das Sternum (Brustschild des Prosomas) hat eine gelbbraune Farbgebung mit einer rötlichen Tönung. Die Beine und Pedipalpen (umgewandelte Extremitäten im Kopfbereich) sind hellbraun gefärbt. Dorsal (oben) besitzt das Opisthosoma (Hinterleib) eine hellbraune Grundfärbung und anterior (vorne) dunklere Punkten und einen undeutlichen medianen (mittleren) Fleck sowie posterior (hinten) gelegentlich bräunlichen Winkelflecken.

#### Weibchen
Beim Weibchen der Heide-Feenlämpchenspinne ist der Carapax laut Almquist 2,02 mm bis zu 2,49 mm und im Durchschnitt (2,25 ± 0,14) mm, während seine Breite 1,54 mm bis 1,95 mm und durchschnittlich (1,7 ± 0,13) mm beträgt. Das Längen-Breiten-Verhältnis des Carapax wird hier von 1,24 mm bis zu 1,49 mm angegeben, wobei sich der Durchschnitt auf (1,34 ± 0,07) mm beläuft. Der Carapax des Weibchens ist wie der des Männchens um 12° geneigt.
Der Carapax des Weibchens hat eine hellgelbbraune bis gelbbraune Farbgebung mitsamt rötlicher Tönung, wobei der cephale (am Kopf gelegene) Bereich dunkler erscheint. Der mediane thorakale (an der Brust gelegene) Bereich ist graubraun gefärbt und mit gezahnten Rändern versehen. Der Rand und einige submarginal (vor dem Rand gelegen) angelegte Bänder des Carapax weisen eine dunkelbraune Färbung auf. Die Cheliceren besitzen eine gelbbraune Färbung mit dunkleren Längslinien. Das Sternum ist hellgelbbraun gefärbt und marginal (am Rand) dunkler. Die Beine haben überwiegend eine gelbbraune Grundfärbung, dabei fällt die der Femora (Schenkel) hellgelbbraun auf. Das Opisthosoma ist dorsal graubraun mitsamt rötlicher Tönung gefärbt, posterior weist es dunklere Winkelflecken auf. Ventral erscheint das Opisthosoma blass.

### Genitalmorphologische Merkmale

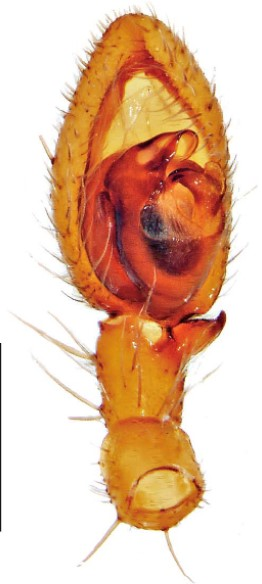
Ventralansicht eines Bulbus der Heide-Feenlämpchenspinne im Maßstab von 5 mm

Die Pedipalpen vom Männchen der Heide-Feenlämpchenspinne besitzen an den Tibien (Schienen) je eine kurze retrolaterale (hinten seitliche) Apophyse (Fortsatz), die distal (von der Körpermitte entfernt) einen kleinen Knoten aufweist. Die Bulbi (männliche Geschlechtsorgane) sind im Gegensatz zum Rest der Pedipalpen beim Männchen der Art kräftiger braun gefärbt. Er weist eine mediane Apophyse mit schmaler Basis und kurzem Haken auf. Am Tegulum (zweites und mittleres Sklerit, bzw. Hartteil des Bulbus) befindet sich eine weitere am Ende stark gebogene Apophyse. Der Embolus (drittes und letztes Sklerit) ist konisch geformt und mit einer breiten Basis auf der prolateralen (vorne seitlichen) sowie einer dünnen Spitze auf der retrolateralen Fläche direkt hinter der gebogenen Tegulärapophyse. Der Konduktor (den Embolus führender und stützender Fortsatz) ist leicht sklerotisiert (verhärtet) sowie lang und schmal verlaufend.
Die Epigyne (weibliches Geschlechtsorgan) hat eine längere als breitere Platte. Das Atrium (innere Kammer am Eingang der Epigyne) weist median ein niedriges und mit Setae (chitinisierten Haaren) versehenes Septum (Trennwand) auf. Die transversalen (querverlaufenden) Bereiche der Kopulationsgänge sind durch das Integument (äußere Körperhülle) deutlicher zu erkennen als die lateralen. Sie beginnen an den Lateralbereichen des Atriums und sind insgesamt breit und deutlich abgewinkelt. Die Spermatheken (Samentaschen) erscheinen bohnenförmig.

### Differenzierung von anderen mitteleuropäischen Feenlämpchenspinnen
| Weibchen | Männchen |
|          |          |

Habituell (vom Erscheinungsbild her) ähneln sich alle Feenlämpchenspinnen (Agroeca) mitsamt der sechs in Mitteleuropa vorkommenden Arten der Gattung einschließlich der Heide-Feenlämpchenspinne einander sehr, sodass diese am sichersten anhand der genitalmorphologischen Merkmale voneinander unterschieden werden können. Allerdings teilt sie die meisten Gemeinsamkeiten mit der gattungsverwandten Großen Feenlämpchenspinne (A. brunnea). Diese wird jedoch größer und das Männchen letzterer Art ist dunkler gefärbt. Außerdem erreichen die Radiärstreifen auf dem Carapax der Großen Feenlämpchenspinne zumeist nicht dessen Randbereiche und die Zeichnung auf dem Opisthosoma ist weniger deutlich ausgeprägt. Ein einzelner Bulbus der Art verfügt wie der einiger anderer der Gattungen über eine gabelförmig endende Tegulärapophyse, die hier nicht gebogen ist. Bei der Epigyne der Großen Feenlämpchenspinne ist der mediale Rand von deren Platte über den Kopulationsgängen sehr deutlich ausgebildet.
Bei der Kupfernen Feenlämpchenspinne (A. cuprea) hat ein Embolus einen deutlichen Absatz an der Basis und die Epigyne eine kräftig entwickelte Vorwölbung am anterioren Rand. Eine einzelne Tibiaapophyse vom Männchen der Bezahnten Feenlämpchenspinne (A. dentigra) weist eine typische breite, stumpfe Gestalt mitsamt kräftigem Querast auf und die Epigyne der Art ist leicht herzförmig sowie mit augenlidähnlichen Strukturen nahe der Medianlinie versehen. Die Tibiaapohoyse des Männchens von A. inopina ist sehr klein und spitz und Epigyne dieser Art weist eine stark sklerotisierte Leiste an der Cuticula (Außenhaut des Exoskeletts bzw. Außenpanzers) auf. Der Embolus ist im Falle der Lausitzer Feenlämpchenspinne (A. lusatica) von eher kleiner Größe und die Epigyne besitzt hier Cuticulaleisten, die im spitzen Winkel konvergieren.

## Vorkommen
Das Verbreitungsgebiet der Heide-Feenlämpchenspinne erstreckt sich über Europa, die Türkei und Russland (europäischer Teil bis Südsibirien). Auch in Europa selber ist die Art teilweise flächendeckend vertreten. Dies trifft ebenfalls auf Großbritannien zu. Sie wurde in Kontinentaleuropa lediglich in Portugal, der Republik Moldau, Serbien, Kroatien, Bosnien und Herzegowina, Montenegro, Kosovo, Albanien, Griechenland und dem europäischen Teil der Türkei nicht nachgewiesen. Anderweitig fehlt die Spinne in Europa auf der russischen Doppelinsel Nowaja Semlja, in Franz-Josef-Land, auf der Inselgruppe Spitzbergen, Island, Sardinien, Korsika, Sizilien und Zypern. Die Art kann in Höhen von bis zu 2.000 Metern über dem Meeresspiegel angetroffen werden.

### Lebensräume
Die Heide-Feenlämpchenspinne bewohnt sowohl feuchte als auch trockene Habitate (Lebensräume), zeigt jedoch eine Präferenz für letztere. Dazu zählen Dünen, Heiden, Weinberge und lichte Wälder. Daneben bewohnt sie Sandstrände. Die Art gilt entsprechend ihres Trivialnamens als häufiger Bewohner von Heidelandschaften. Unter diesen werden von der Spinne etwa Dünenheiden, und solche mit Bewuchs der Sand-Segge (Carex arenaria), unter den Wäldern trockene Kiefernwälder bewohnt. Feuchte Habitate, die von der Heide-Feenlämpchenspinne bewohnt werden, sind Sumpfwiesen und Moore.

### Gefährdung
Die Bewertung der Bestandsgefährdung der Heide-Feenlämpchenspinne wird je nach Land unterschiedlich gewertet. In der Roten Liste gefährdeter Tiere, Pflanzen und Pilze Deutschlands (2016) wird die Art als „ungefährdet“ gewertet. In Deutschland gilt sie als sehr häufig und ihre Bestände sowohl lang- als auch kurzfristig gleichbleibend. Die Wertung der Populationssituation hat sich seit der vorherigen Version dieser Roten Liste aus 1996 nicht geändert. In der Roten Liste der Spinnen Kärntens (1999) hingegen wird sie in der Kategorie D („Datenlage ungenügend“) erfasst, sodass sich die Bestandssituation dort nicht beurteilen lässt.
Ähnlich wie in Deutschland ist die Heide-Feenlämpchenspinne in der Roten Liste Großbritanniens (2017) nach IUCN-Maßstab in der Kategorie LC („Least Concern“, bzw. nicht gefährdet) aufgeführt und gilt auch dort allgemein als häufig. Sie wird in der Roten Liste der Spinnentiere (Arachnida) Norwegens (2015) in der gleichen Kategorie geführt. In der Roten Liste der Spinnen Tschechiens (2015) wird die Art in der Kategorie in der Kategorie ES („Ecologically Sustainable“ bzw. ökologisch anpassbar) erfasst. In der Roten Liste der Spinnen der Slowakei (1999) ist sie allerdings in der Kategorie VU („Vulnerable“, bzw. verletzlich) aufgeführt.

## Lebensweise
Die wie alle Feldspinnen (Liocranidae) nachtaktive Heide-Feenlämpchenspinne ist terrestrisch (bodenbewohnend) und hält sich am Bodengrund bevorzugt zwischen Laubstreu, Gräsern, Heidekräutern (Erica) und anderer niedriger Vegetation auf. Die Art scheint Temperaturen um die 19 °C zu bevorzugen, eine thermische Lähmung tritt bei etwa 37 °C ein. Die Art lebt wie alle Spinnen räuberisch.
Die Phänologie (Aktivitätszeit) der ausgewachsenen Individuen beider Geschlechter der Heide-Feenlämpchenspinne umfasst grundsätzlich das ganze Jahr. Allerdings sind die ausgewachsenen Männchen und Weibchen vor allem im Spätsommer und Herbst, gelegentlich auch bis in den Spätwinter und Frühling hinein häufig vorfindbar, wobei die weiblichen Exemplare bis in den Sommer hinein häufig vorkommen können. Ein begattetes Weibchen der Art positioniert wie das der ebenfalls zu den Feenlämpchenspinnen (Agroeca) zählenden Großen Feenlämpchenspinne (A. brunnea) seinen Eikokon an einem Grashalm oder einer anderen niedrigen Pflanze und umgibt ihn mit einer seidenen Schutzschicht, die zusätzlich mit Erdpartikeln bedeckt wird. Er erinnert wie der Kokon der Großen Feenlämpchenspinne und einiger anderer Arten der Gattung von der Form her an ein umgedrehtes Weinglas. Der Eikokon der Heide-Feenlämpchenspinne erscheint dabei allerdings spindelförmiger als etwa der der Großen Feenlämpchenspinne. In der kalten Jahreszeit überlebt bei Temperaturen von −7 °C etwa die Hälfte der zu dem Zeitpunkt überwinternden Jungtiere.

## Systematik
Die Systematik der Heide-Feenlämpchenspinne war seit ihrer 1871 von Frederick Octavius Pickard-Cambridge durchgeführten Erstbeschreibung mehrfach Änderungen unterworfen. Der Artname proxima ist ein lateinisches Adjektiv und bedeutet übersetzt „(der) nächste“ und rührt von der Ähnlichkeit der Art mit der gattungsverwandten Großen Feenlämpchenspinne (A. brunnea), von der Pickard-Cambridge sie damals als eigenständige Art abtrennte, eine nähere Verwandtschaft beider Arten jedoch schon damals feststellte. Die Heide-Feenlämpchenspinne ist heute überdies die Typusart der Feenlämpchenspinnen (Agroeca).

### Beschreibungsgeschichte
Pickard-Cambridge ordnete die Heide-Feenlämpchenspinne unter der Bezeichnung Agelena proxima anfangs der Gattung der Grastrichterspinnen (Agelena) innerhalb der Familie der Trichterspinnen (Agelenidae) zu, zu der damals auch die Große Feenlämpchenspinne (A. brunnea) zählte, schlug jedoch schon damals eine Separation beider Arten von dieser Gattung vor. Eugène Simon transferierte die Heide-Feenlämpchenspinne dann 1871 zur Gattung der Feenlämpchenspinnen (Agroeca) noch damals unter der Bezeichnung Agraeca proxima zu. Ihre noch heute gängige Bezeichnung Agroeca proxima wurde erstmals 1897 von Pickard-Cambridge und seitdem durchgehend für die Art angewandt.

### Äußere Systematik
Bei einer 2021 von Rainer Breitling getätigten phylogenetischen (die Abstammung betreffende) Untersuchung der auf den Britischen Inseln vorkommenden Spinnenarten mitsamt der Große Feenlämpchenspinne war es möglich, das verwandtschaftliche Verhältnis dieser und den sechs anderen dort sowie auch in Mitteleuropa vorkommenden Arten der Feenlämpchenspinnen (Agroeca) zu analysieren. Hierbei ließen sich alle Arten je zu dritt in zwei Gruppen aufteilen. Dabei enthält eine neben der Heide-Feenlämpchenspinne die Kupferne (A. cuprea) und A. inopina, die andere die Große (A. brunnea), die Bezahnte (A. dentigera) und die Lausitzer Feenlämpchenspinne (A. lusatica). Das Verhältnis der Heide-Feenlämpchenspinne innerhalb der von Breitling aufgestellten Artengruppen wird in folgendem Kladogramm verdeutlicht:
|  | Heide-Feenlämpchenspinne                                                                                                  |
|  | |
|  | \| \| Bezahnte Feenlämpchenspinne (A. dentigera) \| \| \| \| \| \| Lausitzer Feenlämpchenspinne (A. lusatica) \| \| \| \| |
|  | |
|  | Bezahnte Feenlämpchenspinne (A. dentigera)                                                                                |
|  | |
|  | Lausitzer Feenlämpchenspinne (A. lusatica)                                                                                |
|  | |

|  | Bezahnte Feenlämpchenspinne (A. dentigera) |
|  |                                            |
|  | Lausitzer Feenlämpchenspinne (A. lusatica) |
|  |                                            |

|  | Heide-Feenlämpchenspinne                                                                                                  |
|  | |
|  | \| \| Bezahnte Feenlämpchenspinne (A. dentigera) \| \| \| \| \| \| Lausitzer Feenlämpchenspinne (A. lusatica) \| \| \| \| |
|  | |
|  | Bezahnte Feenlämpchenspinne (A. dentigera)                                                                                |
|  | |
|  | Lausitzer Feenlämpchenspinne (A. lusatica)                                                                                |
|  | |

|  | Bezahnte Feenlämpchenspinne (A. dentigera) |
|  |                                            |
|  | Lausitzer Feenlämpchenspinne (A. lusatica) |
|  |                                            |